# Великий Бір (Гордієвський район)
Великий Бір (рос. Великий Бор) — село в Гордієвському районі Брянської області Російської Федерації.
Населення становить 33 особи. Входить до складу муніципального утворення Гордієвське сільське поселення.

## Історія
Розташоване на території української історичної землі Стародубщина.
Від 2005 року входить до складу муніципального утворення Гордієвське сільське поселення.

## Населення
| 2010 | 2013 |
| ---- | ---- |
| 46   | ↘33  |